# Cyathea lurida
Cyathea lurida là một loài thực vật có mạch trong họ Cyatheaceae. Loài này được (Blume) Copel. mô tả khoa học đầu tiên năm 1901.